# Jacob Tode Ræder
Jacob Tode Ræder, född den 11 februari 1798 i Norge, död den 18 juli 1853 i Köpenhamn, var en dansk militär, bror till Johan Philip Thomas Ræder, farfar till Hans Ræder.
Ræder blev löjtnant 1815, användes vid de trigonometriska arbetena i Holstein 1822-1830 och verkade som lärare vid krigshögskolan 1833-1836. Han utnämndes till major 1847, förde med skicklighet en bataljon 1848-1850 och blev överste 1851. Han skrev Den danske armees Organisation (1837) och Danmarks krigs- og politiske Historie 1807-1809 (3 band, 1845-1852). Hans Krigserindringer fra 1848-50 utgavs 1911 och Barndoms- og Ungdomserindringer 1912.

## Utmärkelser
- Riddare av Dannebrogorden,  1840[2]
- Dannebrogsmännens hederstecken,  1848[2]

[Redigera Wikidata]